# Wierne płomienie
Wierne płomienie – antologia poezji wydana konspiracyjnie podczas okupacji niemieckiej w 1943 w Warszawie przez środowisko literatów zgromadzonych wokół Stronnictwa Narodowego. Redaktorką była Skwarczyńska. 
Antologia ta liczy 64 strony i gromadzi 36 wierszy m.in.: Marii Blachaczek-Mazurowej, Tadeusza Hollendera, Mirosława Żuławskiego, Jadwigi Gamskiej-Łempickiej, Jerzego Hordyńskiego. Ukazała się także poza Polską: we Włoszech i Wielkiej Brytanii.